# 엄마의 직업
"엄마의 직업"은 2017년에 개봉한 대한민국의 영화이다.

## 캐스팅
- 이채담 : 유선
- 도모세 : 민석 역
- 안나영

## 같이 보기
- 아름다운 엄마